# Список серий аниме «Король-шаман»
«Король-шаман» (в русскоязычном пространстве известен также как «Шаман Кинг») представляет собой адаптацию произведения мангаки Хироюки Такэи. Первая версия сериала была снята режиссёром Сэйдзи Мидзусимой на студии Xebec, впервые транслировалась телеканалом TV Tokyo в период с 4 июля 2001 по 25 сентября 2002 года. Впоследствии права на сериал приобрела компания Fox Broadcasting Company, начав показ по Fox Kids. В русскоязычном пространстве появился в 2005 году на телеканале Jetix. Вторую версию сериала снимал режиссёр Джоджи Фурута на студии Bridge, которая транслировалась также телеканалом TV Tokyo с 1 апреля 2021 по 21 апреля 2022 года.
«Shaman King» рассказывает о существовании мира духов, о котором большинство людей даже не подозревает, о шаманах — людях, способных видеть духов и говорить с ними, и о турнире шаманов — состязании, которое проводится раз в 500 лет с целью определить Короля шаманов — сильнейшего шамана, который сможет решать судьбу планеты.

## Список серий

### Король-шаман (2001)
| |                                                                                             |                       |  |
| 01 | Мальчик, танцующий с призраками «Yūrei to Odoru Shōnen» (幽霊と踊る少年)                    | 4 июля 2001 года      |  |
| В этой серии мальчик по имени Морти опаздывает на автобус и решает срезать путь через кладбище, где он встречает шамана по имени Йо в обществе духов разных эпох. Так как Морти раньше не видел духов, он убегает, но потом решает узнать что к чему, и начинает следить за Йо. Однажды, когда он прятался на кладбище, его побила местная банда «Загнанные в угол», главарь которой — Рио, считает это место своим. Об этом узнаёт Йо и помогает Морти с помощью духа самурая Амидамару. Морти и Йо становятся друзьями. |                                                                                             |                       |  |
| 02 | Ожидающий самурай «Matsu Samurai» (待つサムライ)                                            | 11 июля 2001 года     |  |
| Йо предлагает Амидамару стать своим хранителем, но тот отказывается. Морти хочет узнать больше о мире духов, а Йо - лучше разобраться в прошлом Амидамару. Они идут в исторический музей, где хранится меч Амидамару шестисотлетней давности. В музее они встречают духа Моске — старого друга Амидамару и помогают ему обрести покой. Амидамару остаётся с Йо в качестве хранителя. |                                                                                             |                       |  |
| 03 | Другой шаман «Mou Hitori no Shāman» (もう一人のシャーマン)                                  | 18 июля 2001 года     |  |
| В этой серии Йо все больше времени проводит с Амидамару, а Морти хочет стать шаманом. Но внезапно появляется Лен Тао — шаман в коротких штанишках, желающий править миром. Ленни считает, что духом надо управлять, а не дружить с ним. Он устраняет конкурентов до начала турнира и нападает на Йо, ранив его. |                                                                                             |                       |  |
| 04 | Стопроцентный контроль «Hyōi Hyaku» (憑依100)                                               | 25 июля 2001 года     |  |
| Йо просыпается в больнице, с места недавнего боя его увёз Рио, не дав Лену убить соперника. Йо рассказывает Морти о турнире. Лен появляется снова — чтобы завершить задуманное, но Йо удаётся его победить. |                                                                                             |                       |  |
| 05 | Шаманка, которая старше своего возраста «Oshama na Shāman» (おシャマなシャーマン)           | 1 августа 2001 года   |  |
| Здесь появляется Анна — будущая невеста Йо, она решает тренировать Йо, чтобы тот стал Королём шаманов. Она заставляет его делать изнуряющие физические упражнения, утверждая, что хорошая физическая форма позволяет добиться большего соединения с духом. Также она заставляет Морти убирать в доме и готовить еду. Джун, сестра Лена подсылает к Йо духов — охотников, но тем не удаётся его победить из-за усиленных тренировок Йо. Он убеждается в справедливости слов Анны и тренируется еще настойчивее. |                                                                                             |                       |  |
| 06 | Мастер кунг-фу «Kan Fū masutā» (カンフーマスター)                                           | 8 августа 2001 года   |  |
| Анна считает Морти трусом. В кино выходит повтор фильма семнадцатилетней давности с Ли Пай-Лоном в главной роли. Морти уговаривает друзей пойти на него. После окончания фильма на них нападает Джун со своим хранителем Ли Пай-Лоном. Ли Пай-Лон оказывается слишком силён для Йо, и видя, что последнему не победить и Джун хочет убить не только Йо, Морти убегает с места боя. |                                                                                             |                       |  |
| 07 | Пай-Лон, удар ярости «Pairon Ikari no Ippatsu» (パイロン怒りの一発)                         | 15 августа 2001 года  |  |
| Бой продолжается, Джун предлагает Йо отдать ей Амидамару, но тот отказывает. Возвращается Морти, вместе с Рио он принёс Йо меч, с помощью которого тот наконец-то побеждает Ли Пай-Лона. Освободившись от контроля своей хозяйки, дух пытается убить её, но Йо защищает Джун. Пай-Лон настолько ослеплен яростью, что вновь атакует Йо. Анна вызывает дух учителя Пай-Лона, Шао-Линя, чтобы тот усмирил ученика. Йо, управляемый Шао-Линем, побеждает Пай-Лона. У Джуны катарсис из-за понимания того, что у духов тоже есть чувства. Пай-Лон добровольно остается защищать её. |                                                                                             |                       |  |
| 08 | Жизнь шамана «Shāman Raifu» (シャーマンライフ)                                              | 22 августа 2001 года  |  |
| Рио хочет стать шаманом и Анна берётся его тренировать. На деле она дает ему гору работы по дому, у Рио открываются таланты к приготовлению пищи. Джинни — ещё одна из семьи Тао нападает на Йо, но проигрывает. |                                                                                             |                       |  |
| 09 | Мальчик с севера «Kita no Kuni kara kita Shōnen» (北の国から来た少年)                       | 29 августа 2001 года  |  |
| В этой серии появляется Хоро Хоро, или просто Трей. Йо и Морти находят его на дороге. Приведя его домой и накормив, друзья узнают, что Трей пришел с севера, но потерял все свои вещи. Позже он рассказывает им о маленьком народе духов — минутианцах, которые живут под кувшинками. В очередной битве против духов-охотников обнаруживается, что он шаман, а его дух - маленькая минутианка. Анна находит вещи Трея, но он остаётся жить в их доме. |                                                                                             |                       |  |
| 10 | Судьба шестисот лет «Innen Rokupyaku Nen» (因縁600年)                                       | 5 сентября 2001 года  |  |
| Рио, разочарованный тем, что ему не удаётся стать шаманом, грустит, уходит из дома Йо, и в заброшенном клубе для боулинга в него вселяется дух разбойника Токагеро по кличке ящерица. Он берёт в заложники Морти, крадёт из музея Меч Света, когда то принадлежавший Амидамару и приходит к дому Йо, вызывая того на бой. На самом деле это Токагеро хочет отомстить Амидамару за то, что последний убил его 600 лет назад, хотя Амидамару этого даже не помнит. |                                                                                             |                       |  |
| 11 | Весенний дождь «Haru ni Furu Ame» (春にふる雨)                                              | 12 сентября 2001 года |  |
| Йо и Амидамару были вынуждены разбить Меч Света, чтобы разоружить Токагеро, друзья Рио освободили Морти. Йо предложил Токагеро переселиться в него. Оказалось, что Токагеро не такой злой, каким хочет казаться. Амидамару говорит, что у Йо есть способность видеть в людях лучшее. |                                                                                             |                       |  |
| 12 | Звезда — сигнал начала «Hajimari o Tsugeru Hoshi» (始まりを告げる星)                        | 19 сентября 2001 года |  |
| Рио очнулся и оказалось, что он стал шаманом вследствие вселения Токагеро, но он не рад этому. Рио впадает в уныние, перемежающееся с активностью в уборке дома. Друзья пытаются развеселить его, но у них мало что выходит. Амидамару грустит о своем друге Моске и о том, что ему пришлось сломать меч света. Анна предлагает план, а Рио с готовностью его выполняет. Объединившись с духом Моске, они заново перековывают меч свет. Рио уезжает искать что-то. Появляется отец Йо и заставляет Йо драться с духами, чтобы проверить его. В конце серии появляется звезда судьбы — сигнал к тому, что турнир скоро начнётся. Морти узнает подробности о короле шаманов. Рио встречает отца Йо. |                                                                                             |                       |  |
| 13 | Дух бесплотный «Ōbā Sōru» (オーバーソウル)                                                  | 26 сентября 2001 года |  |
| Силва — судья турнира шаманов приходит, чтобы испытать Йо. Выдержав испытание, Йо получает мобильный оракул — знак того, что он участвует в турнире. |                                                                                             |                       |  |
| 14 | Бой шаманов «Shāman Faito» (シャーマンファイト)                                             | 3 октября 2001 года   |  |
| В первом раунде турнира необходимо принять участие в трёх боях и выиграть хотя бы два. Первый соперник Йо — Трей. Посмотреть бой приходят Морти, Анна и сестра Трея — Пилика. Итог — победа Йо. |                                                                                             |                       |  |
| 15 | Кости-убийцы «Bōn Kirāzu» (ボーン·キラーズ)                                                 | 10 октября 2001 года  |  |
| Второй соперник Йо — Фауст VIII — потомок знаменитого Фауста, вступившего в сговор с дьяволом. Коварный Фауст берёт в плен Морти, который пришёл посмотреть бой друга. |                                                                                             |                       |  |
| 16 | Любовь Фауста «Fausuto Ravu» (ファウスト·ラヴ)                                              | 17 октября 2001 года  |  |
| Фауст рассказывает, что его цель в турнире — вернуть жизнь погибшей девушке — Элайзе, и ради достижения цели он не остановится ни перед чем. В итоге Йо проигрывает Фаусту и избегает смерти только потому, что его спас Лен Тао, чтобы убить собственноручно в третьем бою. |                                                                                             |                       |  |
| 17 | Путешествие двух людей к святой обители «Besuto Pureisu Futari Tabi» (ベストプレイス二人旅) | 24 октября 2001 года  |  |
| Морти просыпается в больнице и находит Йо, но тот прогоняет его, говоря, что Морти может помешать ему выиграть турнир. На самом деле Йо боится подвергать своего друга опасности, пока Морти сопровождает Йо — его всегда могут убить. Йо и Анна отправляются в Изумо — родной город Йо, чтобы тот увеличил свою силу. Морти и Рио решают отправиться вслед за ними, Рио всю дорогу поёт песню, импровизируя на ходу, по пути их преследует красная машина. |                                                                                             |                       |  |
| 18 | Йо! «Yō» (よう)                                                                             | 31 октября 2001 года  |  |
| Тамара, ученица деда Йо — Йомея видит видение, что двое людей хотят навредить Йо, и вместе со своими духами Кончи и Пончи она нападает на Морти и Рио, но их выручает Анна. Она рассказывает Морти, что Йо вошёл в туннель Тартар, чтобы увеличить силу и вернётся он только через неделю. Тамара видит ещё одно видение, что Йо вернётся на следующий день, что и происходит. На него нападают две шаманки, преследовавшие Морти и Рио, но Йо побеждает их. Морти и Йо мирятся. |                                                                                             |                       |  |
| 19 | Большие духи двоих «Futari no Biggu Sōru» (2人のビッグソウル)                               | 7 ноября 2001 года    |  |
| Йо вступает в бой с Леном. Тот оказывается силён, но Йо удаётся противостоять ему. Морти, как всегда, наблюдает за боем. |                                                                                             |                       |  |
| 20 | Кладбище духов Мата «Sōru Mata Reien» (ソウル摩多霊園)                                      | 14 ноября 2001 года   |  |
| Бой продолжается. Джун Тао уговаривает дядю Лена остановить его, потому что она уверена, что Лен проиграет. Дядя не слушает её и запирает в подземелье. Лен проигрывает Йо, и его это радует. Силва, наблюдавший за боем, однако, говорит, что исход боя — ничья, и оба бойца проходят во второй раунд.. Йо приглашает Лена к себе домой и тот соглашается. Трей рассказывает, что он тоже прошёл во второй раунд. Лен благодарит Йо за доброту и уходит, чтобы победить своего дядю, который научил его ненависти. |                                                                                             |                       |  |
| 21 | Вера «Birību» (ビリーブ)                                                                    | 21 ноября 2001 года   |  |
| На утро в дом Йо прилетает хранитель Лена — Басон и рассказывает, что Лен попал в плен к дяде. Анна запрещает Йо и остальным идти на помощь Лену, но те не слушают её и ночью отправляются на вокзал. На кладбище на них нападают братья Дзен — слуги Зика (в оригинале — Хао), и почти одерживают победу, но друзей выручает Рио, хранитель которого теперь Токагеро. Оказывается, что Рио тоже участвует в турнире. |                                                                                             |                       |  |
| 22 | Наши смертельные ошибки «Oretachi no Hissatsu Waza» (オレたちの必殺技)                      | 28 ноября 2001 года   |  |
| Команда прибывает в замок Тао и на них нападают воины Дзиото. Трей и Рио остаются, чтобы задержать их, а Йо и Морти идут на поиски Лена. На втором подземном уровне Йо спасает Лена, Джун и Ли Пай-Лона. Джун говорит, что больше не будет сражаться, а Лен отправляется закончить начатое. Выйдя из подземелья Йо, Лен и Морти видят, что Рио и Трей победили четырёх воинов Дзиото, но проиграли пятому. |                                                                                             |                       |  |
| 23 | Восставшие зомби Дзиото «Yomigaeru Nyan Nyan Dōshi» (蘇る娘娘道士)                          | 5 декабря 2001 года   |  |
| Морти узнаёт, что пятый воин Дзиото — Шаолинь, наставник Ли Пай-Лона. Его никому не удаётся одолеть, но неожиданно приходит Джун со своим хранителем и побеждают последнего Дзиото. После боя Лен уговаривает других шаманов уйти, потому что знает, что их могут убить. Герои решают остаться с Леном и вместе они входят в зал Тан-Гэн, где на них нападает дядя Лена. |                                                                                             |                       |  |
| 24 | Неуязвимый Ен Тао «Fujimi no Tao En» (不死身の道円)                                         | 12 декабря 2001 года  |  |
| По началу герои не могли победить дядю Лена, но в итоге им это удалось. Дедушка и мама Джун приглашают Йо и его друзей пировать и те с радостью соглашаются. После пира герои разъезжаются. Дядя Лена, понимая, что его время прошло, отдаёт Лену реликвию рода Тао — Меч Грома. |                                                                                             |                       |  |
| 25 | Путешествие шаманов «Shāman e no Tabi» (シャーマンへの旅)                                   | 19 декабря 2001 года  |  |
| По возвращении домой, у Йо звонит мобильный оракул, сообщая о начале второго раунда турнира шаманов. Он должен проходить в месте под названием деревня Добби. Также Йо узнаёт, что в это место могут войти только шаманы, а значит Морти не может пойти с ним. Йо, Рио, Трей и Лен встречаются в аэропорту, чтобы сесть на самолёт в Америку. Там же впервые появляется Зик — шаман, называющий себя будущим королём. |                                                                                             |                       |  |
| 26 | Большая Америка «Biggu Amerika» (ビッグ·アメリカ)                                           | 26 декабря 2001 года  |  |
| Самолёт шаманов терпит крушение и они вынуждены идти по пустыне в поисках города. Рио встречает человека по имени Билли, который становится его другом и «братом по дороге». На Йо и товарищей нападают пятеро шаманок: Салли, Элли, Милли, Лили и Шарона. Друзья одерживают победу. После боя Лен решает, что Йо должен стать командиром в их команде, затем герои снова отправляются в дорогу. |                                                                                             |                       |  |
| 27 | Революция даузинга «Daujingu Reboryūshon» (ダウジング·レボリューション)                     | 9 января 2002 года    |  |
| В этой серии появляются новые герои: Лайсерг Дител и его хранительница - Хлоя. Он сражается с шаманами, чтобы найти такого, который превосходит его по силе. Так Лайсерг встречает Рио, и тот знакомит его с остальньной командой (сам Рио, впервые увидев Лайсерга, путает его с девушкой). Лайсерг рассказывает о своей цели - найти сильного шамана и нападает на команду Йо, побеждая Трея и Лена, но проиграв в битве Йо. После Йо предлагает Лайсергу вступить в их группу и герои отправляются в дорогу. Рио в своей новой песне сожалеет о том, Лайсерг оказался парнем, а не девушкой. |                                                                                             |                       |  |
| 28 | Мститель Лайсерг «Rizerugu Ribenjā» (リゼルグリベンジャー)                                  | 16 января 2002 года   |  |
| В этой серии выясняются причины, по которым Лайсерг искал сильного шамана - он хотел найти союзника, чтобы отомстить Зику за то, что тот убил его родителей. В начале серии встречаются трое побеждённых Лайсергом шаманов и братья Дзен дают им клетку хранительницы Лайсерга - Хлои, чтобы те смогли победить шамана. В бою эти три шамана проигрывают, потому что Лайсергу помогают его новые друзья, после шаманы снова отправляются в путь. |                                                                                             |                       |  |
| 29 | Природа природы «Mera Konjō» (メラ根性)                                                     | 23 января 2002 года   |  |
| Йо и команда попадают в снежную бурю, где встречают Зика и его команду, Лайсерг пытается напасть на Зика, но ему это не удаётся. Герои укрываются от бури в пещере, где Рио рассказывает отчаявшемуся Лайсергу историю о том, как Рио и Токагеро пытались уговорить дедушку Йо - Йомея обучать их. Они сидели перед домом Йомея пять дней, пока тот не задал им испытание - подняться на гору Сёндзю по руслу реки. Река смывала Рио множество раз, но в итоге он объединился с духом реки - Яматано-Арочи и выполнил испытание. Когда Рио заканчивает свой рассказ, кончается буря и Зик растапливает лёд, чтобы убить идущих сзади шаманов. Тогда Рио вновь объединяется с духом реки и останавливает наводнение. |                                                                                             |                       |  |
| 30 | Украденный мобильный оракул «Ubawareta Orakuru Beru» (うばわれたオラクルベル)               | 30 января 2002 года   |  |
| Йо и его команда помогают Милли вернуть её мобильный оракул, украденный Крайслером - шаманом, не прошедшим вступительное испытание в битве шаманов. Лайсерг пытается отговорить их, уверяя что нужно продолжать поиски деревни Добби, но те решают всё же помочь. В конечном итоге, герои догонят Крайслера на машине Билли, но оракул оказывается сломан. Тут прилетает Силва и говорит, что можно было легко вернуть потерянный оракул, просто сообщив совету. |                                                                                             |                       |  |
| 31 | Город призраков «Seirei no Mori» (精霊の森)                                                 | 6 февраля 2002 года   |  |
| На заходе солнца Рио как всегда ждёт приезда Билли, но у того проблемы и он не может приехать. Уже ночью команду подбирает старая пара — Гас и Мелони, который отвозят их в городок Хокуспок, чтобы переночевать. Шаманы проводят ночь в доме, который, как оказалось населён духами-любителями пошутить, и утром хотят уйти, но Гас и Мелони рассказывают им историю, что в заброшенной шахте в городе обитают духи и поэтому в городе пустынно. Йо соглашается посмотреть в чём дело, в этом деле к команде присоединяеться и команда Шароны. В итоге оказывается, что Гас и Мелони тоже духи и всё это было шуткой. |                                                                                             |                       |  |
| 32 | Очень Хороший день «Horohoro Nigai Tomo no Aji» (ホロホロ苦い友の味)                        | 13 февраля 2002 года  |  |
| Шаманы сидят посреди пустыни, ожидая Билли, у которого проблемы с радиатором. Трей решает сходить на поиски еды и уходит в лес, где встречает шамана по имени Аллан и его хранителя — медведя Дота. Аллан давно защищает лес от людей, которые хотят сделать там парк аттракционов, и в этот раз строители пытаются сделать это снова. Аллан хочет уничтожить непонятливых людей, Трей пытается объяснить ему, что это не выход, но тот не слушает. В итоге лес загорается от взрыва людского оборудования, и Трей помогает потушить пожар. В конце серии вся команда помогает Аллану высадить новые деревья, а Зик посылает шамана Бэйзила, чтобы тот убил друзей Йо. |                                                                                             |                       |  |
| 33 | Атака Хао «Himitsu na Asakura» (ひみつな麻倉)                                               | 20 февраля 2002 года  |  |
| Йомэй рассказывает Анне историю семьи Асакура и месте Зика в ней. Тем временем Бэйзил атакует друзей Йо, в то время как тот удерживается заклинанием еще одного слуги Зика. Йо прорывает блокаду и вступает в бой, однако Бэйзила уничтожают неизвестные, представившиеся Х-судьями. |                                                                                             |                       |  |
| 34 | Великолепный западный курорт «Amerika Onsen» (アメリカ温泉)                                 | 27 февраля 2002 года  |  |
| По пути в деревню Добби Шарона и компания подвергаются нападению Тильды - шаманки, которую они не взяли в свою команду. Та забирает и Шароны духа и пытается забрать у Йо мобильный оракул, но все ее попытки заканчиваются неудачей. |                                                                                             |                       |  |
| 35 | Засада вампира «Kyūketsuki Densetsu» (吸血鬼伝説)                                           | 6 марта 2002 года     |  |
| 36 | Крылатые разрушители «Tenshi no Pisutoru» (天使のピストル)                                  | 13 марта 2002 года    |  |
| 37 | Изюминка «Jōdan Kingu» (ジョーダンキング)                                                   | 20 марта 2002 года    |  |
| Йо и компания встречают Джокко и снова сталкиваются с братьями Дзен. Однако на сей раз они находятся под контролем Рамиро - прокси-учителя, одного из самых опасных шаманов. Тем временем Анна и Морти встречают Фауста, который хочет присоединиться к ним, поскольку у него нет другого выхода. |                                                                                             |                       |  |
| 38 | Пять великих вождей «Seminoa no denshōka» (セミノアの伝承歌)                                | 27 марта 2002 года    |  |
| Анна, Фауст и Морти встречают Джун и вместе ищут Йо. Тем временем Джокко приводит команду в город, где проживает женщина, которая знает дорогу в деревню Добби. Та уже напугала команду Шароны, но Йо со своими друзьями принимают вызов. |                                                                                             |                       |  |
| 39 | Готичная атака «Hanagumi» (花組)                                                            | 3 апреля 2002 года    |  |
| 40 | Прикосновение дьявола «Chō Senjiryakettsu» (超·占事略決)                                    | 10 апреля 2002 года   |  |
| Анна доставила Йо книгу Зика, и команда читает ее, чтобы получить всю силу, что полностью соответствует планам Зика. Однако не все так просто - воспоминания Зика могут стать настолько притягательными, что перетянут Йо и его друзей на его сторону. |                                                                                             |                       |  |
| 41 | Безупречный контроль «Baretsu Ōbā Sōru» (爆れつオーバーソウル)                              | 17 апреля 2002 года   |  |
| Зик отправляет своих прислужниц проверить, чему обучился Йо и его друзья. Команда Йо побеждает их, но Зик сообщает Йо новость, которая шокирует всех. |                                                                                             |                       |  |
| 42 | Двойная трансформация «Supiritto Obu Sōdo» (スピリット オブ ソード)                         | 24 апреля 2002 года   |  |
| Йо узнает историю своего рождения и родства с Зиком, а команда пытается это понять и принять. Тем временем появляются Х-судьи и Лайсерг предлагает команде встать на их сторону, упоминая Врата Вавилона и их огромную силу. Зик узнает о этом и посылает Апачо разузнать, о чем идет речь. Йо отказывается присоединиться к Х-судьям и те атакуют его, действуя по принципу "кто не с нами, тот против нас", но тот побеждает их с помощью нового умения - Двойной трансформации. |                                                                                             |                       |  |
| 43 | Промах Лайсерга «Kamigami no Tatakai» (神々の闘い)                                          | 1 мая 2002 года       |  |
| 44 | Команда Ледяная комета «Mou Hito Funbari» (もうひとふんばり)                                | 8 мая 2002 года       |  |
| Команду Йо атакует команда Пино - Ледяная комета, лидер которой считает, что Йо и его приятели - хвастуны. В бой вступает Фауст, рассказывая историю своего воссоединения с Элизой, к нему присоединяется Рио, и они по очереди одолевают их. Пино вызывает на бой лично Йо, и тот соглашается при условии, что этот поединок будет официальным. За их боем наблюдает Зик. |                                                                                             |                       |  |
| 45 | Деревня Добби или провал «Gurēto Supirittsu» (グレートスピリッツ)                           | 15 мая 2002 года      |  |
| У команды Йо остался всего один день, чтобы найти деревню Добби, иначе они будут дисквалифицированы с турнира. Но они находят путь и проходят испытание Короля Духов. |                                                                                             |                       |  |
| 46 | Мёртвый дух Тао «Tao no Bōrei» (道(タオ)の亡霊)                                             | 22 мая 2002 года      |  |
| Джин атакует неизвестная команда, прибывший на помощь Лен и Йо с друзьями узнают кузину Лена - Джинни и его двух кузенов. Джинни обвиняет Лена в предательстве семьи и вызывает его на бой, и Лен принимает вызов, чтобы доказать главенство над семьей. |                                                                                             |                       |  |
| 47 | Такой наивный! «Mera Junjō» (メラ純情)                                                      | 29 мая 2002 года      |  |
| 48 | Дракон судьбы «Doragon no Dendōshi» (ドラゴンの伝道師)                                      | 5 июня 2002 года      |  |
| 49 | Доктор, доктор «Dokutā Dokutā» (ドクタードクター)                                           | 12 июня 2002 года     |  |
| 50 | В моём сердце тьма «Ore no Kokoro nya Yami ga Aru» (オレの心にゃ闇がある)                   | 19 июня 2002 года     |  |
| 51 | Охота шамана «Shāman Hanto» (シャーマンハント)                                              | 26 июня 2002 года     |  |
| Йо занят поисками реликвии, Амидамару слышит голос Моске, который просит друга о помощи. Тамара и Морти встречают Шарону и Элли, которые рассказывают о своём бое с таинственным шаманом Фудо, который после боя оставил странный посох, они обсуждает его за завтраком, полагая, что это и есть та реликвия, которую ищет Йо. Тем временем Фудо следит за ними и проклинает Морти. Его сильно бьёт током, и он теряет сознание. Придя в себя, он устраивает погром откуда-то взявшимся молотом и убегает. Девочки рассказывают обо всем Йо, и все понимают, что в Морти кто-то вселился. Они находят его у костра, где он куёт мечи, они узнают, что в него вселился Моске, и решают с ним поговорить, но Морти ни на кого не реагирует, а когда Йо дотрагивается до его плеча, ударяется током. Тут же появляется Фудо — он желает отнять у Йо Амидамару, чтобы издеваться над ним, а также решает устроить им бой с их лучшими друзьями. |                                                                                             |                       |  |
| 52 | Спец-тренировка «Tokkun Da yo!? Zen'in Shūgō» (特訓だよ!?全員集合)                          | 3 июля 2002 года      |  |
| 53 | Пока, пока «Baibai» (バイバイ)                                                              | 10 июля 2002 года     |  |
| 54 | Восьмой ангел «Hachibanme no Tenshi» (8番目の天使)                                          | 17 июля 2002 года     |  |
| 55 | Врата Вавилона «Gēto Obu Babiron» (ゲート オブ バビロン)                                    | 24 июля 2002 года     |  |
| 56 | Двери Вавилона «Babiron no Tobira» (バビロンの扉)                                           | 31 июля 2002 года     |  |
| 57 | Конец турнира шаманов «Shāman Faito Shūryō?» (シャーマンファイト終了?)                      | 7 августа 2002 года   |  |
| 58 | Горящий ангел «Enjō Enjeru» (炎上エンジェル)                                                | 14 августа 2002 года  |  |
| 59 | Секретный путь звёзд «Hoshi no Seichi» (星の聖地)                                           | 21 августа 2002 года  |  |
| 60 | Друг «Tomodachi» (友達)                                                                     | 28 августа 2002 года  |  |
| 61 | Прощай навсегда «Eien ni Sayonara» (永遠にサヨナラ)                                         | 4 сентября 2002 года  |  |
| 62 | Умри! Сражайся! «Dai! Gekitotsu!» (DIE·激突!)                                               | 11 сентября 2002 года |  |
| 63 | Ты должен жить «Aru beki Basho» (在るべき場所)                                              | 18 сентября 2002 года |  |
| 64 | Эпилог «Epirōgu» (エピローグ)                                                               | 25 сентября 2002 года |  |

### Король-шаманов (2021)
| | |                       |  |
| 01 | Мальчик, танцующий с призраками «Yūrei to Odoru Shōnen» (幽霊と踊る少年)                               | 1 апреля 2021 года    |  |
| Шаман Йо Асакура предлагает помочь своему новому однокласснику Манте победить известного злодея с помощью духа легендарного самурая. | |                       |  |
| 02 | Ещё один шаман «Mou Hitori no Shāman» (もう一人のシャーマン)                                           | 8 апреля 2021 года    |  |
| Йо и Манта видят, как шаман Рен безжалостно расправляется со своим противником. Йо возмущает это злоупотребление силой, и он встречается с Реном в поединке. | |                       |  |
| 03 | Анна и Тао Джун «Anna to Tao Jun» (アンナと道 潤)                                                      | 15 апреля 2021 года   |  |
| Анна рассказывает Йо о новом турнире за звание следующего короля шаманов. Сестра Рена Джун вызывает Йо на поединок, победителю которого достанется Амидамару. | |                       |  |
| 4 | Райское место «Besuto Pureisu» (ベストプレイス)                                                        | 22 апреля 2021 года   |  |
| Токагэро вселяется в тело Рю и берёт в заложники Манту. Йо и Амидамару сражаются с ним, но их силы не равны: Токагэро использует меч Харусамэ. | |                       |  |
| 5 | Сверхдуша «Ōbā Souru!» (オーバーソウル！)                                                              | 29 апреля 2021 года   |  |
| Сируба, один из церемониймейстеров Патчи, выпускает пять духов животных против Йо, чтобы определить, достоин ли тот участвовать в битве шаманов. | |                       |  |
| 6 | Йо против Хорохоро! «Yō Bāsasu Horohoro!» (葉VSホロホロ！)                                             | 6 мая 2021 года       |  |
| Йо встречается со своим первым противником в турнире — Хорохоро с Хоккайдо, славным шаманом из племени айнов, повелителем льда и снега. | |                       |  |
| 7 | Источник храбрости «Sonna Yūki» (そんな勇気)                                                           | 13 мая 2021 года      |  |
| Некромант Фауст VIII, обладающий силой воскрешать мертвых, вызывает гнев Йо, проводя садистский эксперимент над Мантой перед матчем. | |                       |  |
| 8 | Прогресс «Shinka» (進化)                                                                               | 20 мая 2021 года      |  |
| Перед поединком с Реном Йо отдаляется от Манты, чтобы обеспечить безопасность своего друга. Йо возвращается в Идзумо, чтобы продолжить обучение. | |                       |  |
| 9 | Йо против Рена: новый поединок! «Yō Bāsasu Ren Futatabi!» (葉VS蓮再び！)                               | 27 мая 2021 года      |  |
| В последнем бою предварительного раунда судьба сводит Йо и Рена в ожесточенной схватке на пределе возможностей. Кому из них удастся прорваться в основной турнир? | |                       |  |
| 10 | Ночь в огне «En no Yoru» (炎の夜)                                                                      | 3 июня 2021 года      |  |
| Рен возвращается в Китай, чтобы завершить незаконченные дела. Братья из группы «БоЗ» устраивают засаду на Йо и Тамао, но им на помощь приходит старый знакомый. | |                       |  |
| 11 | Сказ о двух парнях «Otoko Futari» (男二人)                                                             | 10 июня 2021 года     |  |
| Заточенный в тюрьму Рен клянется победить своего отца, выигравшего у него бой. В это время Йо и компания отправляются в Китай, чтобы вызволить Рена. | |                       |  |
| 12 | Рен против Эна: конец Тао «Ren Bāsasu En Tao no Shūen» (蓮VS円・道の終焉)                              | 17 июня 2021 года     |  |
| Рен и его союзники пытаются добраться до Эна. Глава семьи Тао — грозный соперник, но Йо и компания не собираются отступать. | |                       |  |
| 13 | И Хао! «Soshite Hao!» (そしてハオ！)                                                                   | 24 июня 2021 года     |  |
| Компания Йо встречает самопровозглашенного будущего короля. Участники турнира садятся в самолет, не подозревая, что их ожидает первое испытание. | |                       |  |
| 14 | Мститель Лайсерг «Rizerugu Ribenjā» (リゼルグ・リベンジャー)                                           | 1 июля 2021 года      |  |
| Пока Йо и другие герои готовятся к путешествию в город, где однажды стояла деревня племени Патч, появляется лозоискатель Лайсерг и просит взять его с собой. | |                       |  |
| 15 | Когда всё становится ясно «Haguruma no Kamiau Toki» (歯車のかみあう時)                                 | 8 июля 2021 года      |  |
| Ёмэй дает Анне задание доставить старинную книгу, принадлежащую семье Асакура, Йо в США. Короро, хранительница Хорохоро, пропадает. | |                       |  |
| 16 | Выход ультрапомпадура «Urutora Rīzento ni Yoroshiku» (ウルトラリーゼントによろしく)                    | 15 июля 2021 года     |  |
| В поисках ответов Йо и компания прибывают в родную деревню племени Патч, где их преследуют последователи Хао. | |                       |  |
| 17 | Пистолеты ангелов «Tenshi no Pisutoru» (天使のピストル)                                                | 22 июля 2021 года     |  |
| Встреча с Борисом высвобождает новую силу Рю, которую он обрел во время тренировки с дедом Йо, Ёмэем. Перед Мантой и Анной предстает неожиданный человек. | |                       |  |
| 18 | Великий дух и моя команда «Gurēto Supirittsu Soshite Mai Chīmu» (グレート・スピリッツそしてマイチーム) | 12 августа 2021 года  |  |
| Группа Йо подходит к деревне племени Патч. Они находят великого духа и узнают о цели битвы шаманов. Жизнерадостный шаман присоединяется к команде. | |                       |  |
| 19 | Чёрный ягуар «Kuroi Jagā» (黒いジャガー)                                                               | 19 августа 2021 года  |  |
| Во время поиска Лайсерга Йо и друзья сталкиваются с Фаустом, который делает им удивительное предложение. Наконец всё готово, и битва шаманов начинается. | |                       |  |
| 20 | Рождество Чоколава «Chokorabu no Kurisumasu» (チョコラブのクリスマス)                                  | 26 августа 2021 года  |  |
| Команда Рена противостоит подручным Хао, команде Цучигуми. Чоколав оказывается в отчаянном положении и вспоминает важного человека. | |                       |  |
| 21 | Железная Дева Жанна «Aian Meiden Jannu» (アイアンメイデン・ジャンヌ)                                   | 2 сентября 2021 года  |  |
| Начинается вторая битва шаманов: команда X-I от X-Laws противостоит египетской команде Нил. Но нового члена команды X-I группа Йо знает слишком хорошо. | |                       |  |
| 22 | С тобой — хоть на край света «Anata to Nara Doko Made mo» (あなたとならどこまでも)                     | 9 сентября 2021 года  |  |
| Начинается первый матч команды «Горячие источники Фунбари» против Айсменов. Но Йо клянется, что благодаря «Ультрасэндзи Рюккетцу» хватит и одной атаки, чтобы победить их. | |                       |  |
| 23 | Сила Йо «Yō Ryoku» (葉力)                                                                              | 16 сентября 2021 года |  |
| Пораженные сверхдушой Фауста, Айсмены ломаются под давлением — а под конец матча запускают замораживающую контратаку. | |                       |  |
| 24 | Никому не доверяй «Seigi ni Ichiban Hitsuyō na Mono» (正義に一番必要なもの)                            | 23 сентября 2021 года |  |
| Йо встречается с Лайсергом, чтобы наконец поговорить, но затаившиеся поблизости люди мешают им. Наконец команда X-Laws, X-III, сражается с командой Хао, Хошигуми. | |                       |  |
| 25 | Великий Онмёджи Асакура Хао «Dai Onmyōji Asakura Hao» (大陰陽師麻倉葉王)                               | 30 сентября 2021 года |  |
| Йо смотрит, как команда X-III отчаянно борется с Хао, и ничего не может сделать. Хао раскрывает тайну своего рождения и тысячелетнюю историю клана Асакура. | |                       |  |
| 26 | Ураган Микихисы «Mikihisa Taifūn» (幹久タイフーン)                                                     | 7 октября 2021 года   |  |
| Отец Йо встречает команду Рен. Он хочет научить их методикам, из старинной книги семьи Асакура. Однако Рен отказывается от этой идеи и вместо этого сражается. Несмотря на то, что его навыки значительно улучшились, Рен бессилен против Микихисы.                                               | |                       |  |
| 27 | Прощай навсегда «Eien ni Sayonara» (永遠にサヨナラ)                                                    | 14 октября 2021 года  |  |
| После сражения с могущественным противником Рен получает новую силу. Битва шаманов продолжается, и последователи Хао начинают преследовать команды за пределами ринга. | |                       |  |
| 28 | Выбор Йо «Yō no Kimeta Koto» (葉の決めた事)                                                            | 21 октября 2021 года  |  |
| Команда Йо вынуждает приспешников Хао бежать, но они не могут спасти жизнь Рену. Йо заключает сделку с Железной Девой из X-Laws, но цена велика. X-Laws требуют, чтобы Йо отказался от турнира, на что он и соглашается. Хана-гуми - женская команда приспешниц Хао нападает на Редсеба и Сейрам. | |                       |  |
| 29 | Голем «Emeto» (emeth)                                                                                  | 28 октября 2021 года  |  |
| Анна уводит Редсеба и его сестру от Хана-гуми, в то время как Тамао и Джун продолжают сражаться с ними. Микихиса прерывает их бой и возвращается к своей команде. | |                       |  |
| 30 | Гора Осорезан. Встреча 1 «Osorezan Ru Vowāru An» (恐山ル・ヴォワール un1)                              | 4 ноября 2021 года    |  |
| Йо принимает условия Жанны в качестве платы за исцеление Рена, что повергает их друзей в шок. Анна вспоминает, как пять лет назад впервые встретилась с Йо. | |                       |  |
| 31 | Гора Осорезан. Встреча 2 «Osorezan Ru Vowāru Du» (恐山ル・ヴォワール deux2)                            | 11 ноября 2021 года   |  |
| Йо узнает, что Анна может читать мысли людей, а ее эмоции могут создавать демонов Они. Матамунэ вспоминает, что 500 лет назад ему пришлось предать Хао. | |                       |  |
| 32 | Гора Осорезан. Встреча 3 «Osorezan Ru Vowāru Torowa» (恐山ル・ヴォワール trois3)                       | 18 ноября 2021 года   |  |
| Анна и Йо постепенно сближаются, вместе посещая святилище на Новый год, но способности Анны провоцируют опасную ситуацию. | |                       |  |
| 33 | Гора Осорезан. Встреча 4 «Osorezan Ru Vowāru Kyatoru» (恐山ル・ヴォワール quatre4)                     | 25 ноября 2021 года   |  |
| Йо и Матамуне добираются до горы Осозеран, чтобы спасти Анну от гигантского Они, рожденного из человеческих пороков, но у Йо есть только один шанс чтобы победить его. | |                       |  |
| 34 | Быть королём «Ōja ni Naru Hōhō» (王者になる方法)                                                       | 2 декабря 2021 года   |  |
| Путь Йо к званию короля шаманов закончен. Рю и Манта шпионят за Жанной, которая успешно воскрешает Рена. Воскрешение имеет неожиданно мощный побочный эффект. | |                       |  |
| 35 | Воссоединение «Saikai no Shiro Shōnen» (再会の白少年)                                                  | 9 декабря 2021 года   |  |
| Хорохоро завершает битву с командой Брокена. Лайсерг приносит раненого Хорохоро в команду Йо, а Пейот совершает смертельную атаку. | |                       |  |
| 36 | Редсеб и Сейрам «Rudosebu to Seirāmu» (ルドセブとセイラーム)                                           | 16 декабря 2021 года  |  |
| Товарищи по команде Микихисы, брат и сестра Редсеб и Сейрам, хотят отомстить убийце своего отца. Но Йо решает вмешаться, пока не поздно. | |                       |  |
| 37 | Ветра смеха «Warai no Kaze» (笑いの風)                                                                 | 23 декабря 2021 года  |  |
| Новый хозяин голема впадает в ярость, а Рен, Редсеб и остальные разрабатывают план, чтобы его образумить. Хао даёт Опачо задание. | |                       |  |
| 38 | Конец учёбы «Sotsugyō» (卒業)                                                                          | 6 января 2022 года    |  |
| Опачо приносит Йо ультиматум от Хао. Либо Йо продолжит участвовать в турнире, либо пострадают Редсеб и Сейрам. Какое решение примет Йо? | |                       |  |
| 39 | Саммит «Samitto» (サミット)                                                                            | 13 января 2022 года   |  |
| Лакист и Марко сражаются. Йо обманывает Лакиста и с помощью Железной Девы побеждает его. В турнире сражается команда Рена и одна из команд Гандхара - Мёо. | |                       |  |
| 40 | Смирение «Jifurazu» (不自負)                                                                           | 20 января 2022 года   |  |
| 41 | Встреча в аду «Jigoku Meguriai» (地獄めぐりあい)                                                       | 27 января 2022 года   |  |
| 42 | Великое испытание «Dai Shiren» (大試練)                                                                | 3 февраля 2022 года   |  |
| 43 | Конец мечте «Yume no Owari» (夢の終わり)                                                               | 10 февраля 2022 года  |  |
| 44 | Разговор по душам «Yukkuri Hanasu» (ゆっくり話す)                                                      | 24 февраля 2022 года  |  |
| 45 | Первый и последний «Saisho de Saigo no» (最初で最期の))                                                | 3 марта 2022 года     |  |
| 46 | Подлинная справедливость «Shinjitsu no Seigi» (真実の正義)                                             | 10 марта 2022 года    |  |
| 47 | Ветви «Puranto» (プラント)                                                                             | 17 марта 2022 года    |  |
| 48 | Во веки веков «Kore made Zutto» (これまでずっと)                                                       | 24 марта 2022 года    |  |
| 49 | Спокойной ночи «Oyasumi» (おやすみ)                                                                    | 31 марта 2022 года    |  |
| 50 | Павшая Дамуко «Fōrin Damuko» (フォーリンダム子)                                                        | 7 апреля 2022 года    |  |
| 51 | Последнее испытание турнира шамана «Rasuto Tesuto Shāman Faito» (LAST TEST SHAMAN FIGHT)               | 14 апреля 2022 года   |  |
| 52 | Король-шаман: Конец Божества «Shāman Kingu Goddo Endo» (SHAMAN KING GOD END)                           | 21 апреля 2022 года   |  |